# Хлеборобное (Запорожская область)
Хлеборобное (укр. Хліборобне) — село,
Чубаревский сельский совет,
Пологовский район,
Запорожская область,
Украина.
Код КОАТУУ — 2324288207. Население по переписи 2001 года составляло 172 человека.

## Географическое положение
Село Хлеборобное находится на левом берегу реки Гайчур,
выше по течению на расстоянии в 1,5 км расположено село Гоголевка (Бильмакский район),
ниже по течению на расстоянии в 0,5 км и
на противоположном берегу — село Фёдоровка.

## История
- 1921 год — дата основания.